# Georgijs Kuļikovs
Georgijs Kuļikovs (n. 11 iunie 1947, Riga, Republica Sovietică Socialistă Letonă, URSS) este un înotător leton, medaliat olimpic. A participat la 2 ediții ale Jocurilor Olimpice (1968, 1972) în care a câștigat o medalie de argint și două medalii de bronz.